# ダリル・ウェイ
ダリル・ウェイ（Darryl Way、1948年12月17日 - ）は、イギリスのヴァイオリニスト。プログレッシブ・ロック・バンド、カーヴド・エアのオリジナル・メンバーとして知られる。

## 来歴
王立音楽大学でヴァイオリンを学ぶ。フランシス・モンクマン等とシシファスを結成し、その後カーヴド・エアと改名して1970年にアルバム『エア・コンディショニング』でデビュー。同作には、インストゥルメンタル・ナンバー「ヴィヴァルディ」収録。
1972年にカーヴド・エアを脱退。その後、ジョン・エサリッジ（ギター）、デク・メセカー（ベース）、イアン・モズレイ（ドラムス）と共にダリル・ウェイズ・ウルフを結成。同バンドは、イアン・マクドナルドがプロデュースを担当した『カニス・ループス』（1973年）でデビュー。3作目『群狼の夜の歌』（1974年）ではジョン・ハドキンソン（ボーカル、元イフ）が加入するが、同作を最後にウルフは解散。ジョン・エサリッジはソフト・マシーンに、デク・メセカーはキャラヴァンに加入。イアン・モズレイは、1980年代以降マリリオンで活動。
1974年、カーヴド・エアに復帰。また、オランダのプログレッシブ・ロック・バンド、トレースのアルバム『鳥人王国』（1975年）に、イアン・モズレイと共に参加。1976年にカーヴド・エアを再び脱退し、1978年にソロ・アルバム『コンチェルト・フォー・エレクトリック・ヴァイオリン』発表。同作にはフランシス・モンクマンも参加し、フランシスはその後も、ダリルのクラシック・プロジェクトであるエレクトラ・アンサンブル等に関わる。ダリルはセッション・プレイヤーとしても幅広く活動し、ゴング、マリアンヌ・フェイスフル、ジェスロ・タル等の作品に参加。1980年には、カーヴド・エア時代の盟友ソーニャ・クリスティーナのソロ・デビュー作『ソーニャ・クリスティーナ』の制作にも協力。
1990年、再結成カーヴド・エアのライブ活動に参加。1996年、初のオペラ作品『The Master and Margarita』（ミハイル・ブルガーコフの小説『巨匠とマルガリータ』が原作）を制作し、ロンドンのPalace Theaterで初演。2000年代には、Verismaというクラシカル・クロスオーバーのユニットでも活動。2008年にはカーヴド・エアを再々結成させる。

## ディスコグラフィ

### カーヴド・エア
『エア・カット』『ラヴ・チャイルド』『リボーン』を除く全作に参加

### ダリル・ウェイズ・ウルフ
- 『カニス・ループス』 - Canis Lupis (1973年)
- 『サチュレーション・ポイント(飽和点)』 - Saturation Point (1973年)
- 『群狼の夜の歌』 - Night Music (1974年)

### ソロ・アルバム
- 『コンチェルト・フォー・エレクトリック・ヴァイオリン』 - Concerto for Electric Violin (1978年)
- 『ザ・ヒューマン・コンディション』 - The Human Condition: Suite for String Orchestra, Piano and Percussion (1987年)
- Under the Soft (1991年)
- 『コンチェルト・バイ・バッハ、モーツァルト・アンド・ヴィヴァルディ』 - Concertos By Bach, Mozart And Vivaldi (1995年) ※ダリル・ウェイ・ウィズ・エレクトラ・アンサンブル名義
- Ultra Violins (2013年)
- Children Of The Cosmos  (2014年)
- Myths, Legends And Tales (2016年)
- 『組曲「四季」』 - Vivaldi's Four Seasons In Rock (2018年)